# BFG Technologies
Pour les articles homonymes, voir BFG.
BFG Technologies, Inc. est un fabricant de matériel informatique basé à Lake Forest dans l'Illinois, aux États-Unis.
La société a été fondée par un groupe de personnes issues de l'entreprise VisionTek. Ce groupe a apporté à BFG Technologies une grande connaissance du marché de l'industrie, mais aussi des contacts partout dans l'industrie qui les a aidés à décoller de façon spectaculaire.
Le fabricant est reconnu pour ses cartes graphiques commercialisées sous la marque BFG Tech, qui sont disponibles dans le nord des États-Unis, mais aussi en Europe. Ses cartes ont gagné en popularité car certains modèles sont vendus overclockés d'origine, et d'autres ont un ventirad différent de celui d'origine pour un meilleur refroidissement.
Par ailleurs, ce qui a contribué à la réputation BFG Tech est son support technique gratuit 24/7, et la garantie à vie des produits.